# Közraktárak
Közraktáraknak nevezték a budapest–ferencvárosi Duna-parton a 19. században megépült négy kereskedelmi épületet, amely a vízi szállítás kiszolgálására épült. A négy épületből napjainkra három maradt meg, és ezek felújítva az úgynevezett „Bálna” épületegység részeit képezik.

## Történetük
Az Osztrák–Magyar Monarchia kiemelkedően fontos szállítási útvonala volt a Duna. A magyar gabona igen jelentős hányadát ugyanis vízi úton szállították. Ennek a forgalomnak a kiszolgálására épült a ferencvárosi Duna-parton 1870-1874 között a Fővámpalota, a Sóház és mellette Basch Gyula és Krajovics Lajos tervei alapján a Közraktárak négy csarnoka, valamint az Elevátor-ház. A négy raktár felhúzása a Duna Fővám tér és a Boráros tér közötti partfalának 1879–1881 között tartó kiépítésével közel azonos időben, 1881-re készült el. Két évvel később épült meg mellette – a Boráros térnél – az Elevátor-ház, a gabonaszállító hajók rakodóállomása.

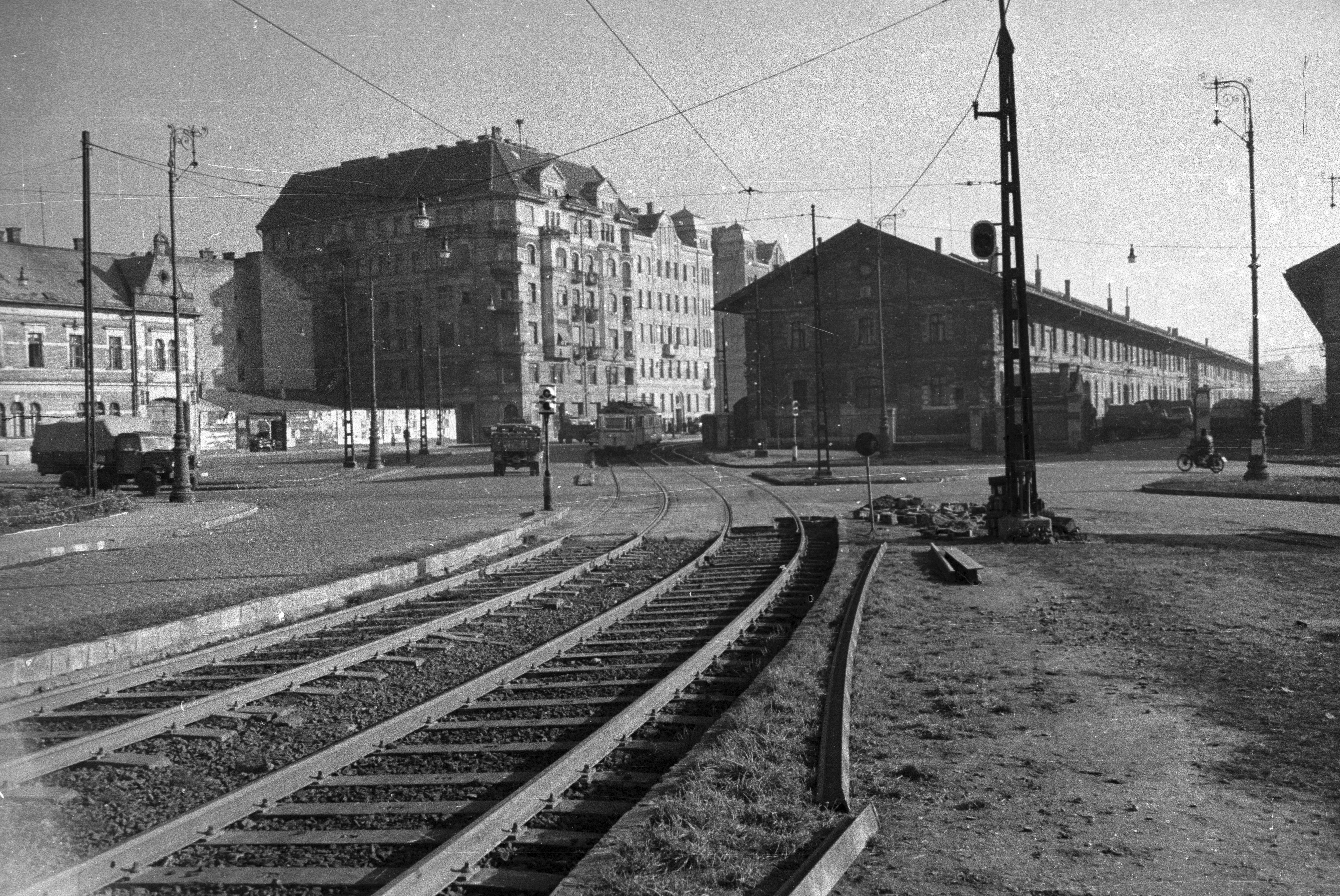
Az egyik Közraktár 1959-ben

A négy épület mindegyike 4500 m²-es alapterületűre készült, kapacitásuk 30.000 q áru tárolását tette lehetővé. Ennek ellenére már a 20. század elején felmerült bővítésüknek gondolata, ám a tervet munkálatok nem követték. A második világháború alatt az épületek jelentős mértékben sérültek, egy el is pusztult közülük.
Az 1980-as években bolhapiac működött a területén. A század végére a három megmaradt közraktár erősen lepusztult állapotba került. Benedek Ádám építészhallgató diplomadolgozatot készített az épületek megmentésének gondolatáról, szorgalmazta azok műemléki védettség alá kerülését. Ezt követően a Fővárosi Szabó Ervin Könyvtár Benedek munkájára épülő kiállítást nyitott meg.
A Közraktárak elbontása végül nem történt meg. 2009 és 2013 között felújították, és egy „Bálnának” nevezett üvegszerkezettel kapcsolták őket össze, így napjainkban látogathatók is.

## Egyéb
- A Közraktárakról nyerte a nevét a mellettük futó Közraktár utca.